# Salustiana
La salustiana és una varietat de taronja blanca originada a l'Énova per mutació espontània. La varietat deu el seu nom a Salustiano Pallàs, i la popularitzà i difongué a partir de la dècada de 1950.

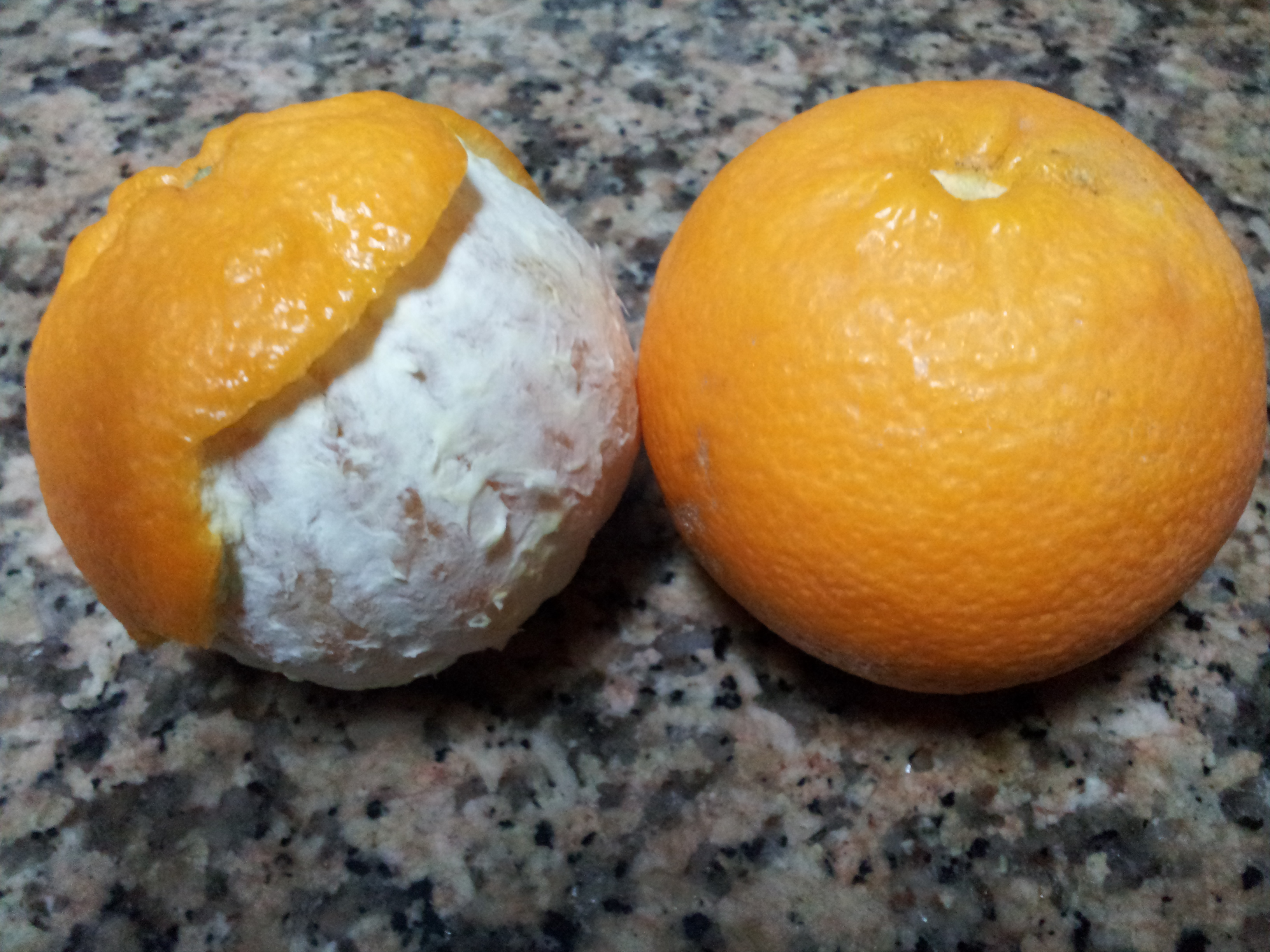
Una salustiana mig pelada i una altra amb tota la pell.

## Història
El seu nom està relacionat amb la troballa de la mutació, ja que va ser un arbre de la plantació de taronges del pagès nascut a l'Énova, Salustiano Pallás, el que va trobar de forma espontània aquesta nova varietat de taronja. Segons es recull en algunes fonts aquesta mutació es va originar l'any 1891. Altres autors, en canvi consideren que la mutació és de finals de la dècada dels anys 40 del segle xx.
La mutació permetia l'obtenció d'una taronja d'unes característiques idònies per a la seva comercialització, tant en mercats nacionals com internacionals, ja que es tracta d'una taronja amb més suc i aroma que la taronja comuna o blanca, a més no presentava llavors i la seva escorça era més dura. Va poder empeltar-se en altres camps amb certa facilitat; de fet, el primer camp empeltat amb aquesta nova varietat va ser el d'un altre veí de l'Énova, que acabaria en mans de Germán Fons i dels seus descendents, el camp dels quals es trobava a la partida de la Caseta, al marge del camí que porta a Berfull.
Martínez Cebrià, els seus fills i Martínez Climent, tots ells veïns de l'Énova, van ser els primers a exportar aquesta varietat de taronja i ja el 1947 Martínez Cebrià va patentar el nom de salustiana per a aquesta varietat en memòria del conegut com a tio Salustiano.
Representa el 6-8% de la superfície dedicada al cultiu de taronja a Espanya (ocupa una extensió aproximada de 4.000 hectàrees), i la seua producció és la segona en importància del grup de les taronges blanques només superada per la varietat valencia late.
És considerada una de les millors varietats del món per a sucs dolços i refrescants, malgrat la qual cosa es pot utilitzar ara el consum directe com a taronja de taula, per la qualitat i sabor dels seus grills.
Aquesta varietat és una de les més apreciades als Països Baixos, Bèlgica i altres països de la Unió Europea, amb escassa rellevància a Espanya.

## Arbre
Té un arbre vigorós, d'aspecte mitjà-gran amb tendència a la verticalitat, amb branques que sobreïxen la copa. La fruita és redona, no conté quasi llavors, té la pell fina i una mida mitjana-gran. Les fulles són de color verd clar. Tant arbre com fruit són indistingibles de la varietat cadernera, excepte perquè la salustiana madura abans i és lleugerament menys plana.
Si es vol retardar la recol·lecció a partir del febrer, és recomanable fer tractament per evitar la caiguda del fruit. També és adequat evitar podes fortes en arbres vigorosos, com aquests. És un arbre molt productiu però amb tendència a l'alternança de producció.

## Fruit
Les característiques principals de les taronges de la varietat salustiana són:
- Mida: mitjana-gran,
- Morfologia: esfèrica una mica aplatada pels pols,
- Escorça de gruix mitjà, lleugerament grumosa i brillant, sense arribar a assolir el color taronja d'altres varietats,
- Polpa de gran qualitat per ser molt sucosa, tendra, amb un excel·lent mos, així com un bon equilibri entre acidesa i contingut en sucres,[1]
- No sol presentar llavors, i si les presenta, són en un escàs nombre,[14]
- Maduresa relativament primerenca (comença a madurar al desembre, encara que la seva venda es realitza fonamentalment entre gener i febrer),[5]
- Punt òptim és en els mesos posteriors al fred arribant a romandre a l'arbre fins a finals d'abril,[5]
- Baix contingut en limonina.[2]

Les característiques anteriors converteixen aquesta varietat de taronja en una de les més cobejades per a l'elaboració de sucs (és la segona varietat en importància dins del grup blanques després de la valencia late), a més de ser molt apreciada en mercats internacionals, malgrat el poc coneixement que n'hi ha al mercat interior, eclipsada per altres varietats.
Altres xifres, d'acord amb la informació de l'Institut Valencià d'Investigacions Agràries, podem destacar d'aquesta varietat de taronges:
- El seu pes oscil·la entre 150 i 180 grams.
- El seu diàmetre sol trobar-se entre els 64 i 70 mm, i alçada està estimada al voltant dels 105 mm.
- La seva escorça presenta un gruix entre 3,5 i 4,3 mm.
- El seu índex de color està establert al 10 corresponent a un color taronja.
- La quantitat estimada de suc d'aquesta taronja es calcula entre el 50 i el 55%.
- D'altra banda, la raó més important de destriament és per impietratura[23] o goma.[24]